# Ghurgushti
Ghurgushti é uma cidade do Paquistão localizada na província de Punjab.